# آویشن‌ماهی قطبی
آویشن‌ماهی قطبی (نام علمی: Thymallus arcticus) نام یک گونه از سرده ماهی بلندباله است.